# Marijan Matančić
Marijan Matančić ou M. Матанчић est un ancien arbitre yougoslave (serbe) de football des années 1950. Il était affilié à Belgrade.

## Carrière
Il a officié dans des compétitions majeures : 
- Coupe de Yougoslavie de football 1950 (finale N°1)
- JO 1952 (1 match)